# 洛皮塔勒-迪格罗布瓦
洛皮塔勒-迪格罗布瓦（法語：L'Hôpital-du-Grosbois，法語發音：[lopital.dy.ɡʁobwɑ]），法国东部市镇，位于勃艮第-弗朗什-孔泰大区杜省，隶属于贝桑松区，其市镇面积为7.84平方公里，2022年1月1日时人口数量为605人，在法国城市中排名第14,709位。
洛皮塔勒-迪格罗布瓦位于杜省中部偏西，贝桑松－洛克勒铁路由此通过并设站。

## 地名来源
尽管中文译名中含有连字号“-”，但事实上该区域并非由“洛皮塔勒”和“迪格罗布瓦”两地合并而成：“洛皮塔勒”一名来源于建立于15世纪的贝桑松圣雅各医院；格罗布瓦则与当地历史上的领主家族有关。

## 历史
洛皮塔勒-迪格罗布瓦历史上长期为一处普通村落，15世纪时位于贝桑松的圣雅各医院在此建立了分院（神学院），附近逐渐形成聚落，该院在法国大革命期间被烧毁。1790年，洛皮塔勒-迪格罗布瓦成为杜省的一个市镇。工业革命期间，连接贝桑松和莫尔托之间的铁路建成并由此通过。二战后，洛皮塔勒-迪格罗布瓦的人口数量略有增加。

## 地理

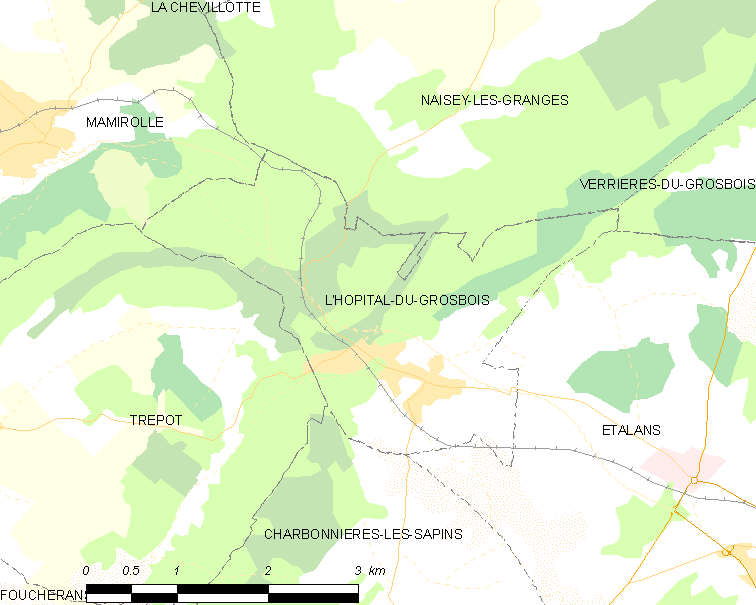
洛皮塔勒-迪格罗布瓦市镇范围地图

洛皮塔勒-迪格罗布瓦位于法国东部，勃艮第-弗朗什-孔泰大区东部和杜省中部偏西，距离省会贝桑松大约20公里。与洛皮塔勒-迪格罗布瓦接壤的市镇包括：奈塞莱格朗日、特雷波、埃塔朗。

### 地形
洛皮塔勒-迪格罗布瓦位于汝拉山北段腹地，境内以山地和丘陵为主，市镇中心位于一处山谷之中，全境海拔在509到681米之间。

### 水文
洛皮塔勒-迪格罗布瓦属于罗讷河流域，其境内无大型天然地表径流。

### 植被
洛皮塔勒-迪格罗布瓦属于温带阔叶混交林区，因海拔相对较高，当地亦有针叶林分布，林地主要分布于市镇范围内的西部地区。
在鲜花城市的评比中，洛皮塔勒-迪格罗布瓦被评为1星级鲜花城市。

### 气候
洛皮塔勒-迪格罗布瓦在柯本气候分类法中属于带有温带海洋性气候特征的山地气候，区域性特征较为明显。

## 行政区划
洛皮塔勒-迪格罗布瓦是法国勃艮第-弗朗什-孔泰大区杜省的一个市镇，编号为25305。洛皮塔勒-迪格罗布瓦隶属于贝桑松区、杜省第二选区和奥尔南县，同时也是卢-利松市镇公共社区的组成部分。
法国国家统计与经济研究所（简称）在进行数据统计时，将包括洛皮塔勒-迪格罗布瓦在内的周边共251个市镇划为贝桑松城市区。自2020年起，贝桑松城市区被包含312个市镇的贝桑松城市辐射区代替。此外，还将洛皮塔勒-迪格罗布瓦市镇整体看作一个“块区”（IRIS）。

## 交通

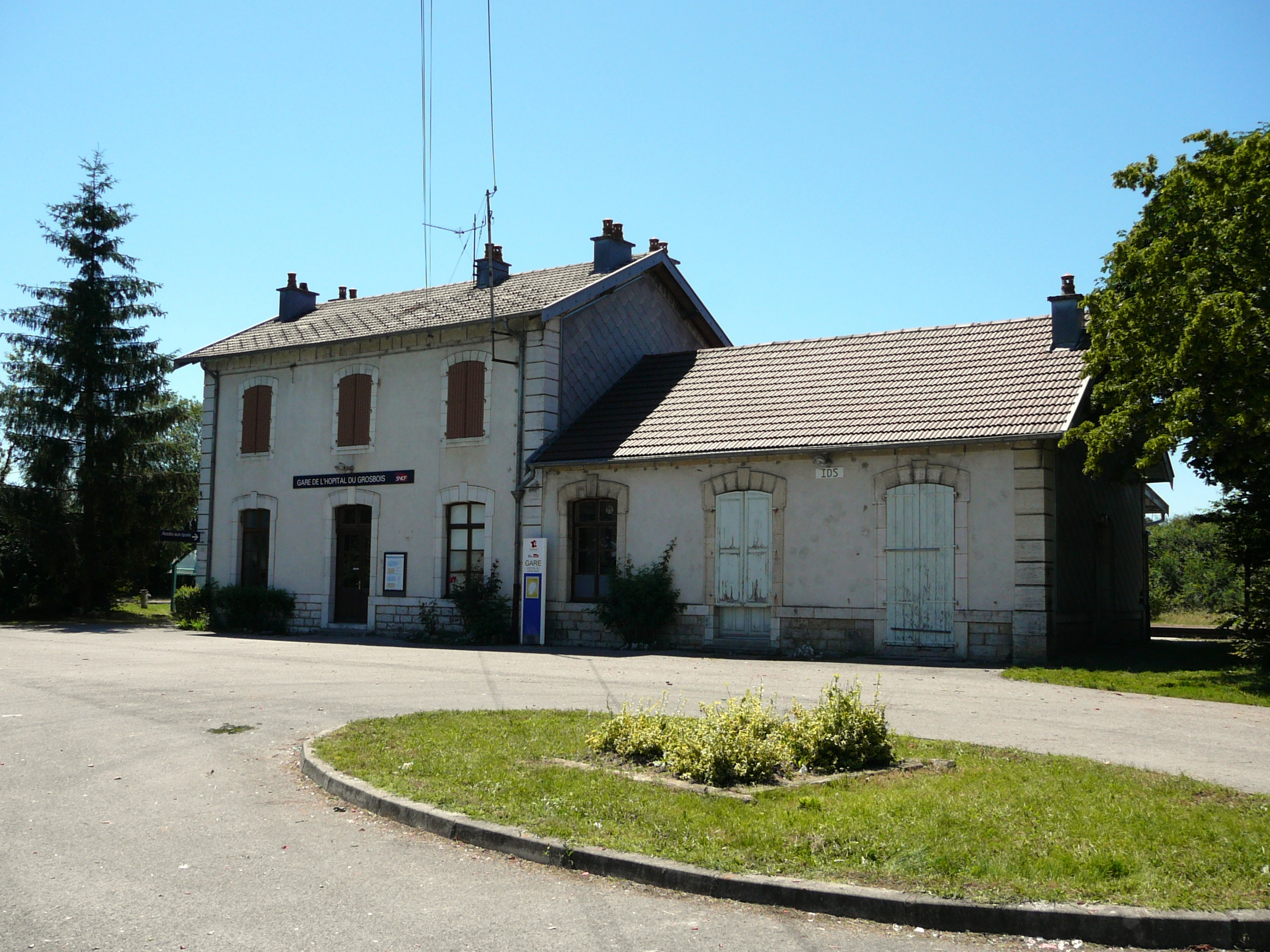
洛皮塔勒-迪格罗布瓦站

### 公路
法国国道N57线和多条杜省省道在洛皮塔勒-迪格罗布瓦境内交汇，勃艮第-弗朗什-孔泰大区下属的城际客运提供巴士线路，可前往周边部分市镇。
2017年，88.1%的洛皮塔勒-迪格罗布瓦家庭拥有至少一辆私人汽车。2012年，洛皮塔勒-迪格罗布瓦境内共发生各类交通事故1起，造成1人受伤。

### 铁路
洛皮塔勒-迪格罗布瓦位于贝桑松－洛克勒铁路上。洛皮塔勒-迪格罗布瓦站位于市区南部，是一个无人看守的铁路乘降所，停靠往返于贝桑松和莫尔托一线的区域列车。

### 航空
距离洛皮塔勒-迪格罗布瓦最近的民用航空站为多勒机场，距离洛皮塔勒-迪格罗布瓦市中心的公路里程约78公里。

### 城市公共交通
截至2021年8月，洛皮塔勒-迪格罗布瓦暂无城市公共交通系统。

## 政治

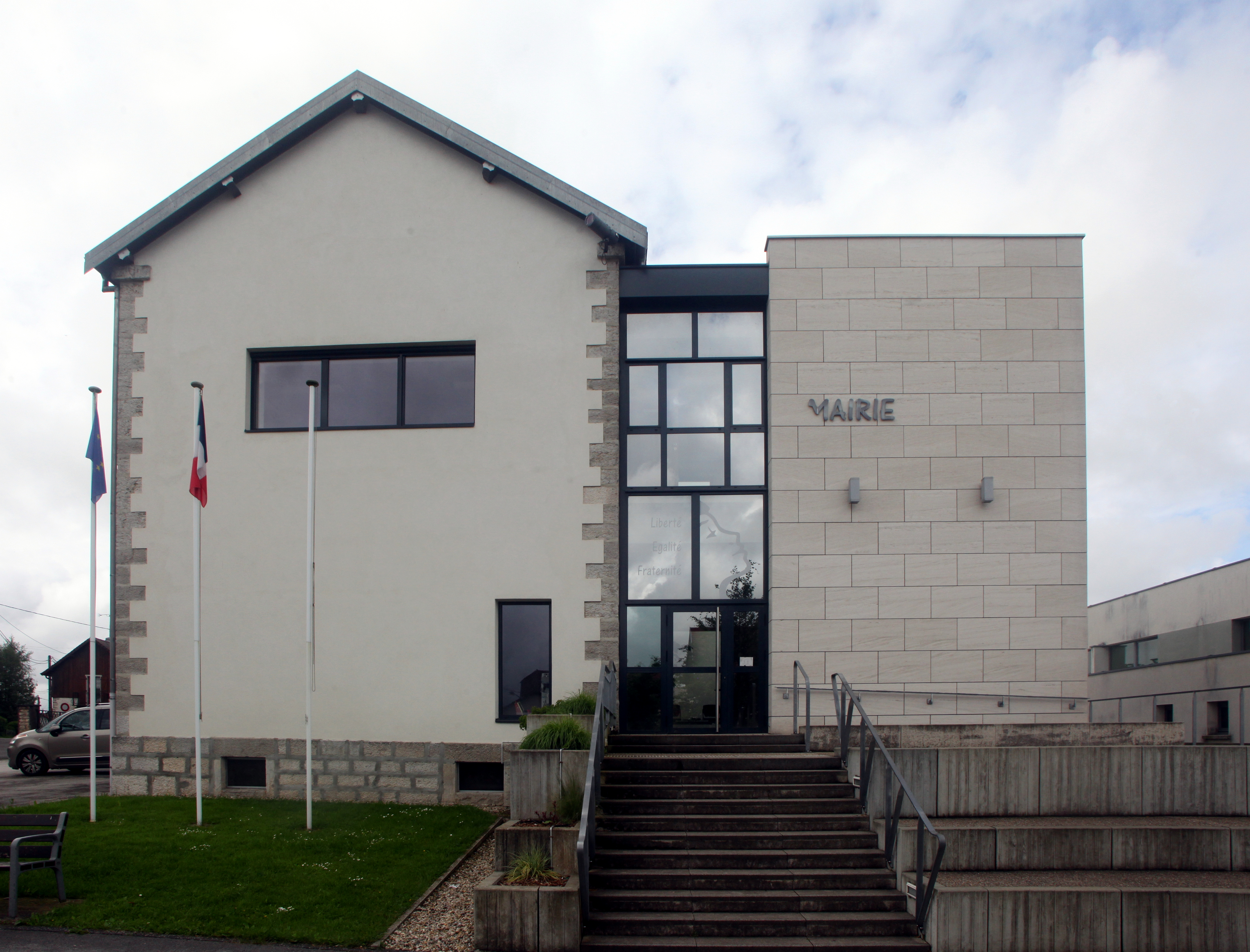
洛皮塔勒-迪格罗布瓦市政厅

洛皮塔勒-迪格罗布瓦的现任市长为让-克洛德·格勒尼耶先生（Jean Claude Grenier），他是一名右翼无党派人士，在2020年的市政选举中获得了100%的支持率（无其他候选人）。
在2017年的法国总统大选中，法国第25任总统埃马纽埃尔·马克龙在洛皮塔勒-迪格罗布瓦获得了59.87%的支持率。

## 人口
2018年，洛皮塔勒-迪格罗布瓦市镇人口数量为595，在法国排名第14,709位。其中男性312人，女性286人，75岁及以上人口占4.7%，外籍人口数量为86人，人口密度为76人/平方公里，当地居民被称为（男性）或（女性）。2019年，洛皮塔勒-迪格罗布瓦境内出生7人，死亡人口0人。
| 年份   | 1936 | 1946 | 1954 | 1962 | 1968 | 1975 | 1982 | 1990 | 1999 | 2005 | 2010 | 2015 | 2018 |
| ------ | ---- | ---- | ---- | ---- | ---- | ---- | ---- | ---- | ---- | ---- | ---- | ---- | ---- |
| 人口數 | 233  | 202  | 243  | 219  | 257  | 279  | 349  | 349  | 377  | 475  | 554  | 586  | 595  |

## 经济
截止2021年7月，洛皮塔勒-迪格罗布瓦共有各类用人单位或auto entrepreneur68家。

## 财政收入
2019年，洛皮塔勒-迪格罗布瓦的财政收入总额为396,380欧元，财政支出总额为327,140欧元，当年的债务总额为862,450欧元。2020年，洛皮塔勒-迪格罗布瓦共获得90,043欧元的国家财政补助，比上一年增加了0.02%。
2019年，洛皮塔勒-迪格罗布瓦的家庭平均月收入总额为2,382欧元，高于法国平均水平（2,318欧元）。
2017年，洛皮塔勒-迪格罗布瓦境内的青壮年（15至64岁）失业率为6.3%，当地64%的家庭拥有纳税资格，平均纳税1,923欧元，低于法国平均水平（3,888欧元）。

## 社会事务

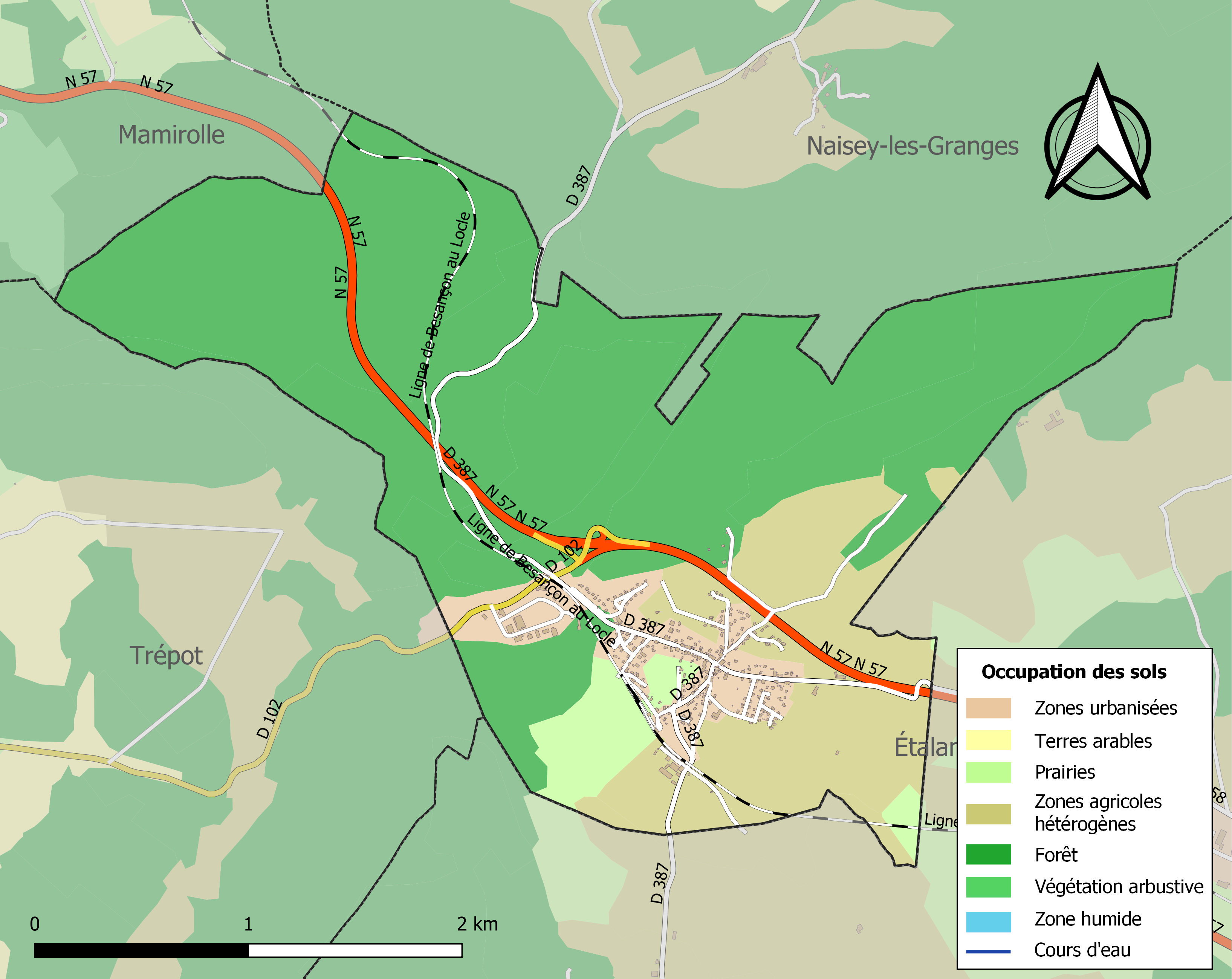
洛皮塔勒-迪格罗布瓦土地利用情况地图

### 教育
洛皮塔勒-迪格罗布瓦属于贝桑松学区。截止2019年1月1日，洛皮塔勒-迪格罗布瓦境内共有1所小学。

### 医疗
截止2019年1月1日，洛皮塔勒-迪格罗布瓦境内暂无任何医疗设施及医护人员。距离洛皮塔勒-迪格罗布瓦最近的区域性医疗机构为贝桑松大学大区中心医院，其主病区让·曼若兹医院（Hôpital Jean Minjoz）位于贝桑松市区，设有床位1,265个，是当地规模最大的公立综合性医院。

### 住房
2017年，洛皮塔勒-迪格罗布瓦境内共有各类住房235套，其中86%为独立式居民区，14%为集中式居民区。常住房屋占洛皮塔勒-迪格罗布瓦市镇范围内居民建筑总量的91.1%。
在住房保障政策方面，2017年，洛皮塔勒-迪格罗布瓦境内共有17户家庭获得了住房经济补助，受益人数占总人口数量的2.8%，其中15份为房租补助。

### 商业
2019年，洛皮塔勒-迪格罗布瓦境内共有各类实体商铺14家，其中餐厅1家、美容美发店1家、汽车维修店3家。

### 体育
2019年，洛皮塔勒-迪格罗布瓦境内共有1处网球场和1处足球或橄榄球场。截至2021年8月，洛皮塔勒-迪格罗布瓦暂无任何注册足球俱乐部。

### 环境
洛皮塔勒-迪格罗布瓦的环境事务由其所属的公共社区负责。2019年，洛皮塔勒-迪格罗布瓦境内暂无污染企业。

### 治安
2014年，洛皮塔勒-迪格罗布瓦及附近地区共发生各类案件4,279起，其中盗窃类案件2,904起，经济类案件435起，毒品交易类案件105起。

## 文化
2019年，洛皮塔勒-迪格罗布瓦境内暂无任何文化设施。

### 建筑

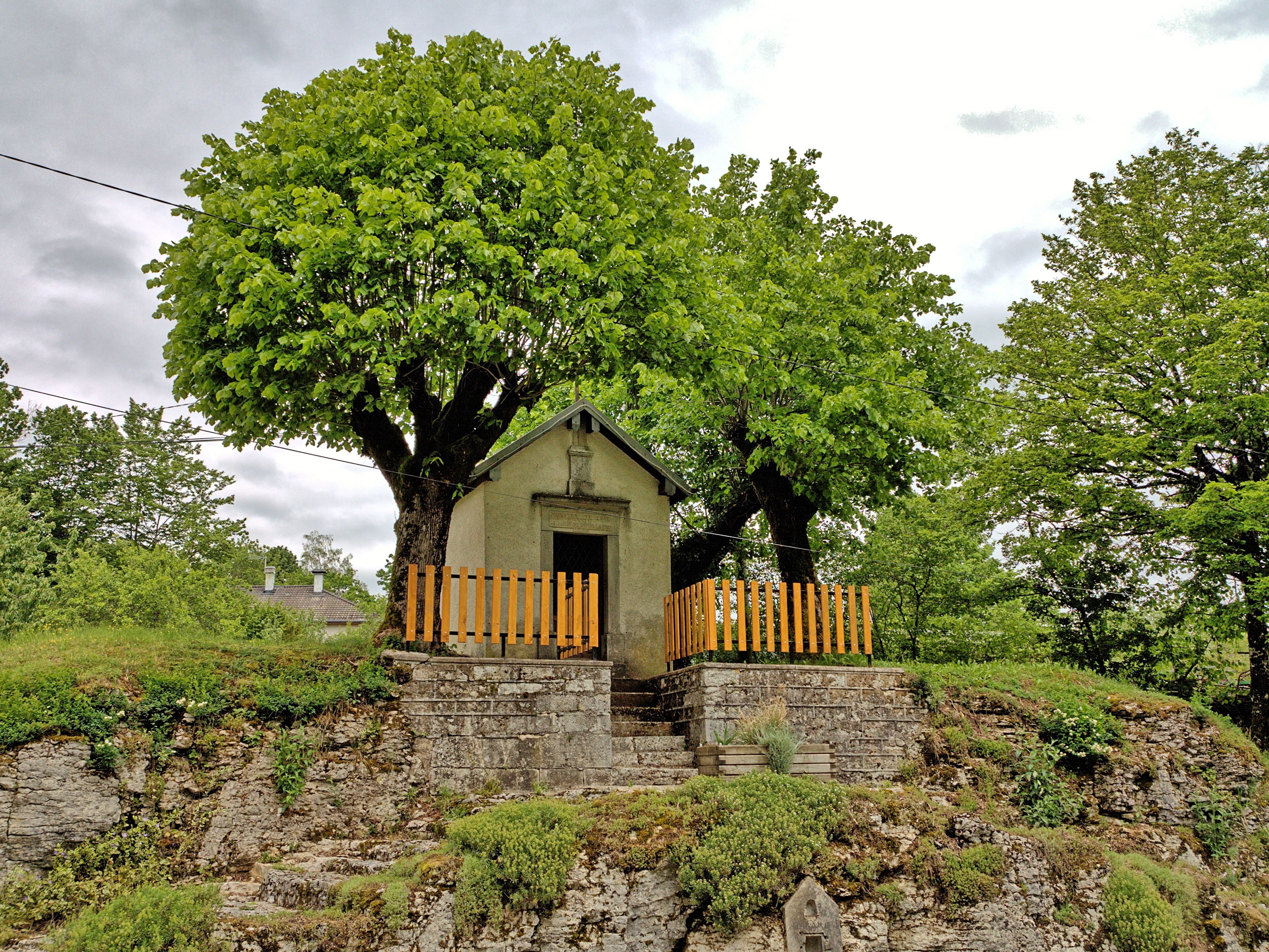
圣母小教堂

洛皮塔勒-迪格罗布瓦境内有多处历史建筑，其中位于镇中心的圣但尼教堂（Église Saint-Denis）是当地的代表性建筑物。

### 旅游
洛皮塔勒-迪格罗布瓦的旅游事务由其所属的公共社区负责。2020年，洛皮塔勒-迪格罗布瓦境内暂无任何游客接待设施。

### 媒体
法国主要的媒体均可在洛皮塔勒-迪格罗布瓦接收，法国电视三台下属的勃艮第-弗朗什-孔泰大区频道在部分时段播出洛皮塔勒-迪格罗布瓦所属区域的地方新闻。

## 友好城市
截至2021年8月，洛皮塔勒-迪格罗布瓦暂未建立任何友好城市关系。